# Meeniyan
Meeniyan – miasto w Australii, w stanie Wiktoria.